# Perla Peregrina

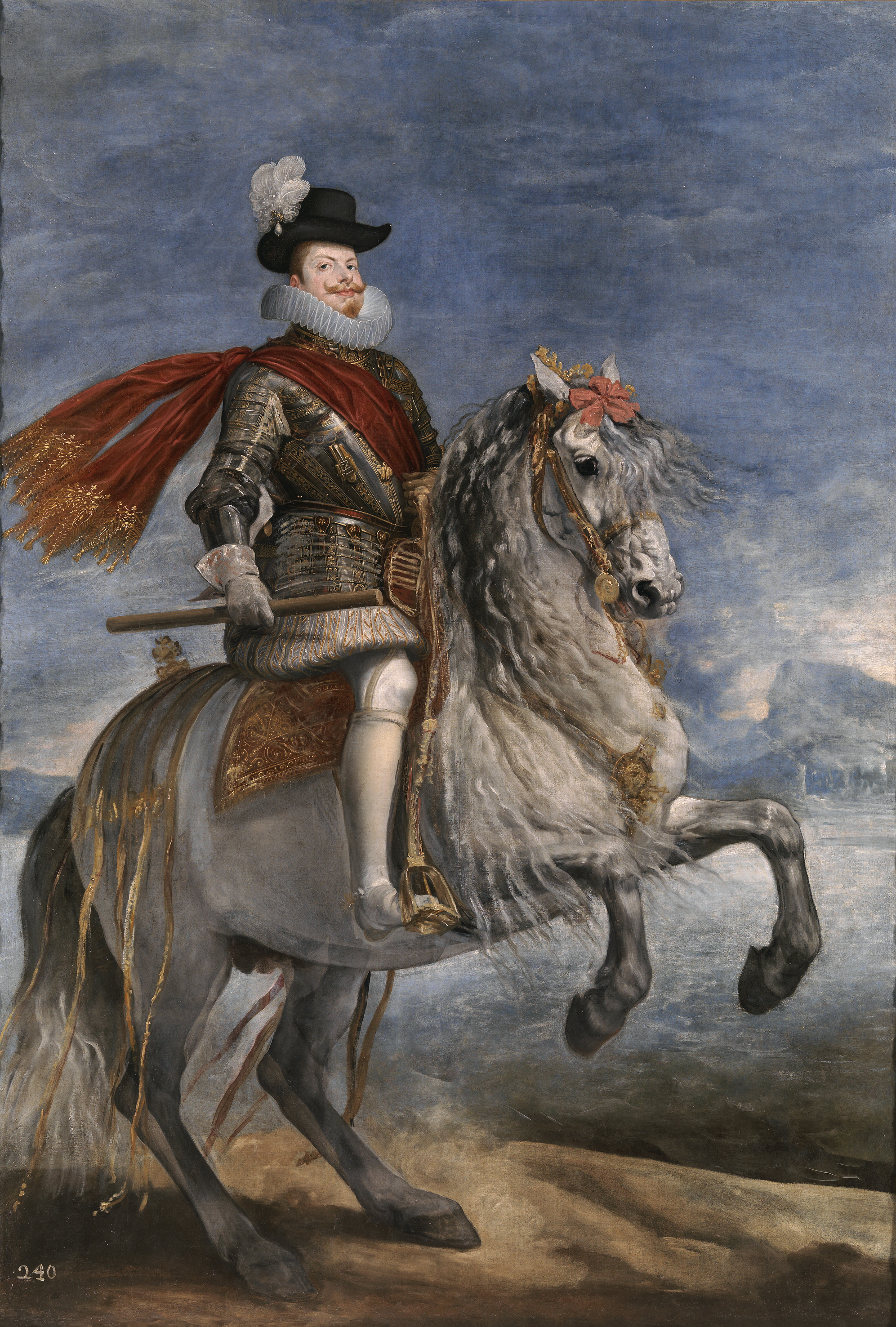
El rey Felipe III de España, en un retrato de Velázquez. Luce la Perla «Peregrina» prendida del sombrero.

La Perla Peregrina es una perla de tamaño y forma inusual, considerada una de las gemas más valiosas y legendarias de la historia de Europa. Descubierta en aguas del archipiélago de las Perlas en Panamá en el siglo XVI, pasó a manos del rey Felipe II de España, formando parte de las joyas de la Corona de España.
Dicha perla no debe ser confundida con otra perla más pequeña pero de forma parecida llamada «Perla Pelegrina», que también perteneció, en su origen, a la Casa Real española.

## De Panamá a Madrid
Pocas joyas llevan tras de sí una historia tan fascinante. Es una joya que ha peregrinado por diversos países desde que fuera descubierta en la Isla de las Perlas Panamá, hace más de 400 años. Sin embargo, su apodo «Peregrina» no se debe a su historial viajero, sino a su peculiar forma. En siglos anteriores, el adjetivo peregrino significaba «raro, caprichoso, especial». Esta perla fue también llamada «La sola», «La margarita»...
Las perlas en forma de lágrima son muy apreciadas por su belleza y escasez, y es por ello que la «Peregrina» se convirtió en objeto de deseo de la realeza de la época, como Margarita de Austria-Estiria, Isabel de Borbón o María Luisa de Parma, reinas de España que la lucieron a lo largo de los siglos.
La perla fue hallada en Panamá (según alguna fuente, en 1515) en la Isla Santa Margarita por un soldado español y fue ofrecida décadas después al Rey de España Felipe II por el alguacil mayor de Panamá, Diego de Tebes, quien la había llevado a Sevilla. Según un documento de la época, pesaba 58,5 quilates. 
La «Peregrina», prendida de un broche o joyel junto con el diamante «El Estanque», fue lucida por las sucesivas reinas que ocuparon el trono español. Durante mucho tiempo se supuso que la primera reina que la poseyó fue la británica María Tudor, fugaz esposa de Felipe II, pues una perla similar aparece en su famoso retrato pintado por Antonio Moro (Museo del Prado); pero investigaciones recientes aclaran que son gemas distintas: Felipe II adquirió la «Peregrina» mucho después, y la perla del retrato sería una que consta en inventarios de los Tudor.
La reina Margarita de Austria-Estiria la lució con dicho broche en su retrato ecuestre terminado por Velázquez (Museo del Prado), y también su esposo Felipe III la lleva, prendida de su sombrero (sin el broche), en el retrato que hace pareja con aquel.

## Robada por José Bonaparte

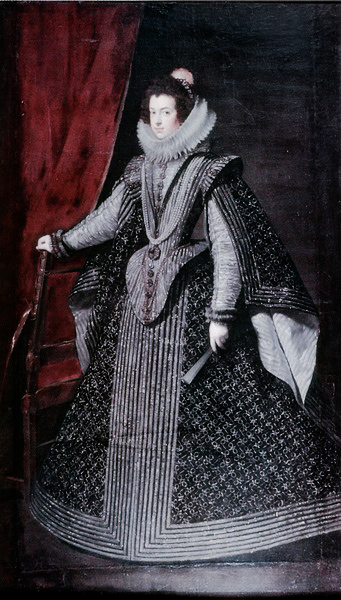
La reina Isabel de Borbón, primera esposa de Felipe IV de España, en un retrato del taller de Velázquez. Al igual que Margarita de Austria, luce la «Peregrina» unida a un joyel con el diamante «El Estanque», pero esta vez prendida a la cintura.

Al igual que otras gemas singulares como «El Estanque», la Perla «Peregrina» pertenecía a un grupo de joyas de la corona que los reyes debían transmitir de padres a hijos. Como la colección de cuadros, que fue el germen del posterior Museo del Prado, estas joyas tenían un valor histórico y simbólico y los reyes debían asegurar su conservación.
La «Peregrina» permaneció en España hasta 1808, cuando el rey invasor José Bonaparte ordenó que le entregasen las joyas de los Borbones españoles, ya exiliados. La perla fue enviada por Bonaparte a su esposa Julia Clary, que residía en París, pero años después de perder el trono español el matrimonio se separó y Bonaparte marchó a Estados Unidos, con una amante y con la perla.
Cuando José Bonaparte regresó a Europa, se trajo la perla consigo. Se cree que dispuso en su testamento la entrega de la perla al futuro Napoleón III, quien debió de venderla hacia 1848 por problemas económicos. Se la compró el marqués de Abercorn, cuya esposa la lució en París, en un baile en el Palacio de las Tullerías. Se cuenta que ella se negó a taladrar la perla y así prenderla mejor, razón por la cual se soltaba de su engarce, si bien no llegó a extraviarse nunca. 
No termina ahí el periplo de la «Peregrina»; todavía le quedaba otro viaje a Estados Unidos.

## Subasta: Richard Burton vence a la Casa Real española
En 1969 la «Peregrina» sale a subasta, y la noticia causa agitación en España. Se cuenta que la Casa Real española intentó entorpecer la venta afirmando que esta perla no era la auténtica. Los Borbones españoles tenían otra perla, regalada por Alfonso XIII a su esposa, y afirmaron que era la «Peregrina». Sin embargo, al menos parte de la familia Borbón sabía cuál era la auténtica; Alfonso de Borbón y Dampierre participó en la subasta de Nueva York, si bien su oferta resultó insuficiente.

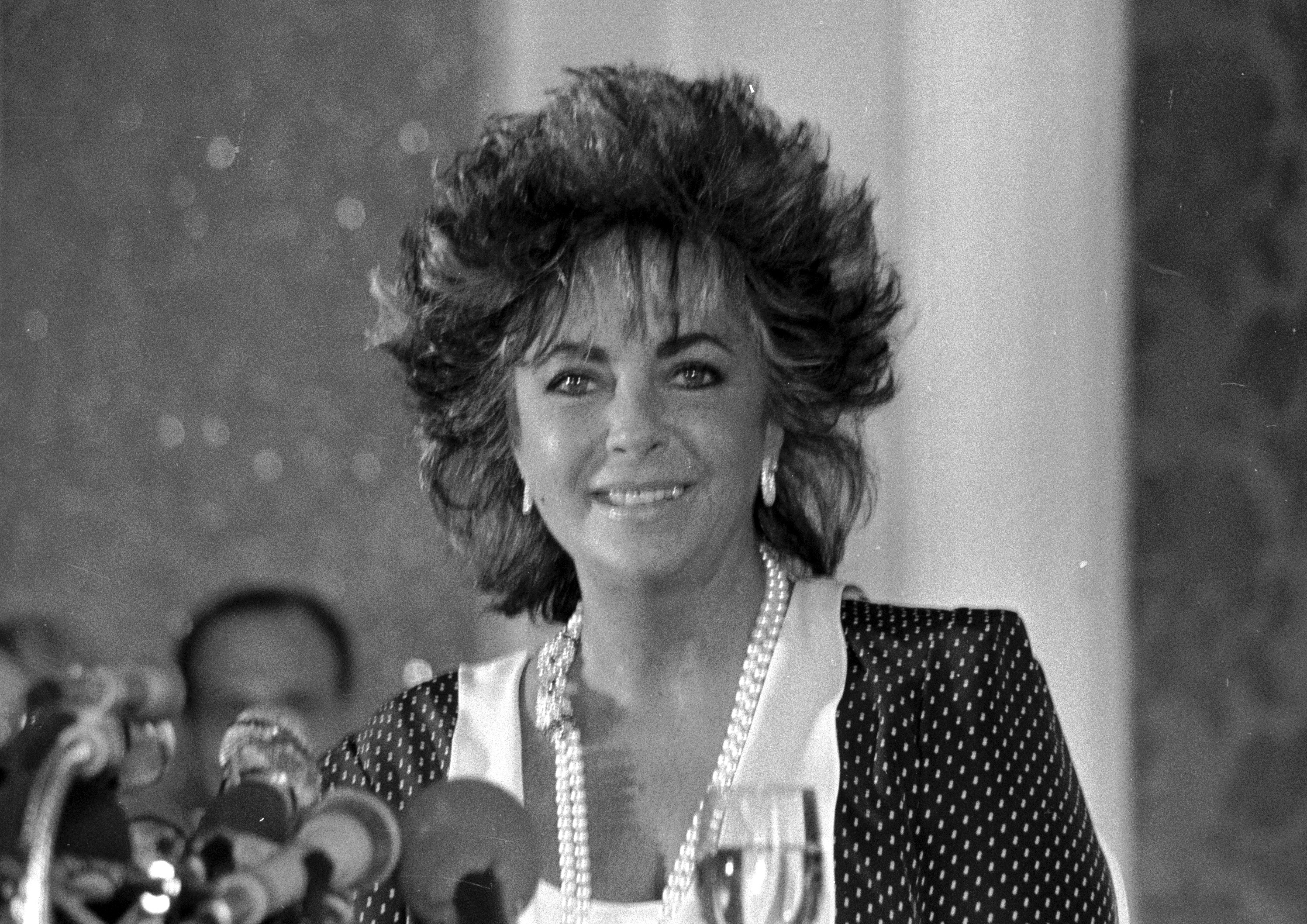
La actriz Elizabeth Taylor recibió la Perla «Peregrina» de su esposo Richard Burton en 1969 (fotografía de 1985).

Según documentación develada recientemente, ya en 1914 Alfonso XIII sabía que la «Peregrina» había sido vendida por los Abercorn a una joyería inglesa. Consta que se la ofrecieron al rey y que le remitieron fotografías de ella (ver imagen). No llegaron a un trato, y acaso fue entonces cuando Alfonso XIII obtuvo una segunda perla, que sería la mostrada por su viuda en 1969.
Sea como fuese, la «Peregrina» pasó por dos coleccionistas más entre 1914 y 1969, y fue subastada el día 23 de enero de 1969 por la sala Parke Bennet en Nueva York, como «lote número 129». La mayor parte de los que pujaron se detuvieron en los 15.000 dólares. Hasta los 20.000 llegó Alfonso de Borbón Dampierre. El actor Richard Burton la adquirió (sirviéndose de un intermediario) por la extraordinaria cantidad de 37.000 dólares, como regalo a su amada Elizabeth Taylor.
Un día más tarde, el 24 de enero, Luis Martínez de Irujo, Duque de Alba, como jefe de la Casa de la Reina Victoria Eugenia, negaba la autenticidad de la perla subastada y exhibió una perla que pretendía ser la auténtica, recibida de Alfonso XIII con motivo de su boda. Tanto la casa de subastas como diversos especialistas negaron veracidad a esa atribución. Esa presunta «Peregrina» fue legada a Juan de Borbón, hijo de Victoria Eugenia, y cuando este renunció a sus derechos dinásticos en 1977, le fue transmitida al rey de España Juan Carlos I. Ha sido lucida varias veces por la reina Sofía. Algunos funcionarios de la casa real española siguen manteniendo que es la verdadera «Peregrina».

## Cómo el caniche de Liz mordió la Peregrina
La famosa actriz lució la perla en su breve aparición en la película de época Ana de los mil días (1969) y posteriormente incorporó la perla a un collar de rubíes y diamantes, de estilo renacentista, diseñado por la prestigiosa joyería Cartier de París. Este aderezo hizo de la «Peregrina», todavía más si cabe, una pieza de valor incalculable. La luciría así en la película musical A Little Night Music (Dulce Viena) en el año 1977.
Hasta su fallecimiento, Liz Taylor seguía siendo la propietaria de este ejemplar (según casi todos los indicios, el auténtico) de la Perla «Peregrina». Se suele contar un chocante suceso: un caniche de la actriz mordisqueó la gema. Este dato, en apariencia inverosímil, es confirmado por un libro de memorias de la propia Taylor: My Love Affair With Jewels (Mi historia de amor con las joyas).
Según relató, estando alojada con Richard Burton en el hotel Caesar's Palace de Las Vegas, la perla se desprendió de su engarce y cayó en una tupida alfombra de la habitación. Como Liz no la veía, se descalzó y caminó por la alfombra, con la esperanza de palpar la perla con sus pies. Pero un caniche se le había adelantado; tenía la perla en la boca, y Liz se la tuvo que arrebatar con cuidado.

## 2011: la perla, otra vez en venta
El 3 de septiembre de 2011, el diario español ABC anunció que las joyas de Elizabeth Taylor, y entre ellas la perla «Peregrina», serían exhibidas por la sala de subastas Christie's en varias capitales del mundo como paso previo a su venta. España no figuraba en dicha gira, pero de manera excepcional, la «Peregrina» viajó a Madrid para su exhibición ante los medios de comunicación. Supuso su (fugaz) regreso dos siglos después de su expolio durante la ocupación napoleónica.
Tal como contó el diario La Vanguardia, la subasta de la «Peregrina» y de las restantes joyas de Taylor se produjo el día 13 de diciembre de 2011; la perla alcanzó los 9 millones de euros.